# Carl Orre
Carl Magnus Orre (i riksdagen kallad Orre i Stora Boserup), född 1 juni 1820 i Kållerstads församling, Jönköpings län, död 23 november 1900 i Jönköpings västra församling, var en svensk kronolänsman och politiker. Han var kronolänsman i Mo härad i Jönköpings län 1846–1886 och bosatte sig därefter i Jönköping.
Orre var ledamot av riksdagens andra kammare 1867–1869, invald i Tveta, Vista och Mo domsagas valkrets i Jönköpings län. Han tillhörde Lantmannapartiet.